# Миљијанело (Лука)
Миљијанело је насеље у Италији у округу Лука, региону Тоскана.
Према процени из 2011. у насељу је живело 38 становника. Насеље се налази на надморској висини од 123 м.